# Lyngbya majuscula

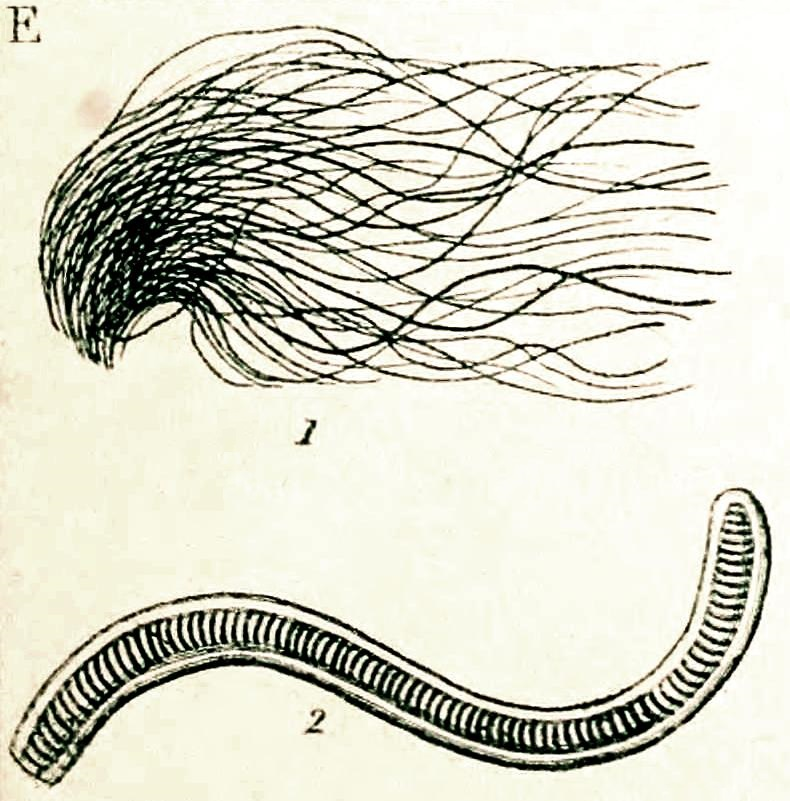
L. majuscula, Illustration von 1849.
1: (Teil einer) Kolonie.
2:Teil eines Filaments; vergrößert.

Lyngbya majuscula, auch bekannt unter dem englischen Namen fireweed (deutsch „Feuertang“), ist eine Art der marinen Cyanobakterien, die aufgrund ihres thallösen Aufbaus zu den systematisch nicht näher verwandten Seetangarten gezählt wird. Sie ist über weite Teile der tropischen Meere verbreitet und vor allem in aktiven und ausbleichenden Korallenriffen sowie in geschützten Küstengebieten in großer Menge anzutreffen.

## Merkmale
Lyngbya majuscula wachsen als gelb-, braun- oder schwarzgrüne bis purpurschwarze Fäden, die bis zu 50 Zentimetern Länge erreichen können, meist aber kürzer bleiben. Die Fäden sind bei den Querwänden nicht eingeschnürt. Die einzelnen Zellen sind scheibenförmig mit meist 35 bis 45, gelegentlich 16 bis 80 µm Durchmessern und 2 bis 4 µm Länge. Sie weisen kleine Granula auf und sind mattgrün, blaugrün oder grau. Die endständigen Zellen sind leicht abgerundet. Die Hülle des Fadens ist mehrschichtig, 4 bis 11 µm dick und farblos. Lyngbya majuscula bildet keine Heterozysten.
Die Art wächst anfangs meist epiphytisch auf Seegras und kann in ruhigem Wasser große Matten auf dem Boden und sonst freischwimmende Matten bilden.

## Algenblüten und gesundheitliche Folgen für den Menschen
Lyngbya majuscula ist bekannt für großflächige Algenblüten, bei denen die Cyanobakterien in großen Mengen vorhanden sind. Sie produzieren eine Reihe von giftigen Stoffen, die für Menschen und viele andere Tierarten gesundheitliche Folgen haben. Die trivial als Seetangdermatitis zusammengefassten Symptome reichen von Hautjucken über Rötungen, großflächige Entzündungen und Bläschenbildungen bis hin zu Fieberanfällen und Atembeschwerden.

## Biotechnologie
Für die Art Lyngbya majuscula sind mehr als 200 bioaktive Stoffe nachgewiesen, wodurch sie ein großes Potential für biotechnologische Verwendungen bietet. Diese Anwendungen von Organismen aus dem Meer werden als Blaue Biotechnologie zusammengefasst.
Unter den Inhaltsstoffen finden sich beispielsweise Antibiotika, tumorhemmende ebenso wie entzündungshemmende und antivirale Stoffe, die für die Herstellung von Arzneimitteln potenziell relevant sind. Intensive Forschung erfolgt zur Gewinnung von pilzhemmenden und zellgiftigen Inhaltsstoffen, darunter Laxaphycin A und B sowie Curacin A. Bereits 1977 konnte das gegen Leukämien wirksame Debromoaplysiatoxin aus Lyngbya majuscula und der nahe verwandten L. gracilis gewonnen werden.
Die Dimere der bioaktiven Stoffe Malyngolid und Tanikolid, die aus Lyngbya majuscala extrahiert werden können, sind gute Hemmstoffe des menschlichen SIRT2-Proteins. Sie könnten daher als Krebsmedikament Anwendung finden.

## Zitierte Belege
1. ↑  Espinel Nadjejda: „Lyngbya majuscula“ Harvey „in“ Hooker „ex“ Gomont, 1892. MarineSpecies.org
2. 1 2  Fireweed Fears Hosed Down (Memento vom 10. März 2007 im Internet Archive), The University of Queensland; abgerufen am 20. Februar 2024.
3. ↑  Artbeschreibung beim Smithsonian Tropical Research Institute
4. ↑  A. M. Burja, E. Abou-Mansour, B. Banaigs, C. Payri, J. G. Burgess & P. C. Wright: Culture of the marine cyanobacterium, Lyngbya majuscula (Oscillatoriaceae), for bioprocess intensified production of cyclic and linear lipopeptides. Journal of Microbiological Methods 48 (2–3), 2002; Seiten 207–219. Abstract (Memento vom 26. März 2009 im Internet Archive); abgerufen am 20. Februar 2024.
5. ↑  Jon S. Mynderse, Richard E. Moore, Midori Kashiwagi and Ted R. Norton: Antileukemia Activity in the Oscillatoriaceae: Isolation of Debromoaplysiatoxin from Lyngbya. Science, New Series, Vol. 196, No. 4289 (29. April 1977); Seiten 538–540. (Abstract)
6. 1 2  Jean-Michel Kornprobst: Encyclopedia of Marine Natural Products. Wiley-VCH Verlag GmbH & Co. KGaA, Weinheim, Germany 2014, ISBN 978-3-527-33585-5, S. 156, doi:10.1002/9783527335855 (wiley.com [abgerufen am 11. Juni 2019]).